# Phoneyusa celerierae
Phoneyusa celerierae là một loài nhện trong họ Theraphosidae.
Loài này thuộc chi Phoneyusa. Phoneyusa celerierae được miêu tả năm 1990 bởi Smith.